# ハインリヒ5世 (ライン宮中伯)

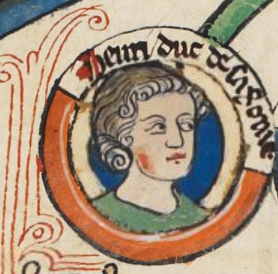
ハインリヒ5世

ハインリヒ5世（Heinrich V., 1173年4月11日 - 1227年12月12日）は、ライン宮中伯。バイエルン公兼ザクセン公ハインリヒ獅子公とイングランド王ヘンリー2世の娘マティルダの長男。神聖ローマ皇帝兼シュヴァーベン大公オットー4世、リューネブルク公ヴィルヘルムの兄。異母兄のハインリヒ4世が夭折したため、実質上の長男となった。プファルツ系ヴェルフェン家の祖。

## 生涯
母の生国であるイングランドで育ち、1193年にライン宮中伯コンラート（ホーエンシュタウフェン家）の娘アグネス（1177年 - 1204年）と結婚、1195年のコンラートの死によりライン宮中伯領を相続した。この婚姻がきっかけで、1194年にはコンラートの兄である皇帝フリードリヒ1世とハインリヒの父である獅子公が和解するに至った。1195年に父獅子公も死去した。
1197年に皇帝ハインリヒ6世が死去した際、ハインリヒ5世を含むほとんどの有力諸侯が十字軍に参加しており不在であったため、1198年に当時帝国諸侯でもなかった弟オットー4世が対立王に選ばれた。ハインリヒは初め弟オットー4世を支持していたが、1203年からフィリップに寝返り、北ドイツの所領を幾つか手に入れた。1212年にライン宮中伯領を子のハインリヒ6世に譲り、甥のリューネブルク公オットーの元へ身を寄せた。しかしハインリヒ6世は嗣子なく1214年に死去し、ライン宮中伯位はヴィッテルスバッハ家のバイエルン公ルートヴィヒ1世に与えられた。ハインリヒ5世の娘アグネスは1222年にルートヴィヒ1世の息子オットー2世と結婚し、以後、ライン宮中伯位はヴィッテルスバッハ家が継承していくこととなる。ハインリヒは1227年にブラウンシュヴァイクで亡くなり、遺体はブラウンシュヴァイク大聖堂に葬られた。

## 子女
妻アグネス・フォン・ホーエンシュタウフェンとの間に3人の子を儲けた。
- ハインリヒ6世（1196年 - 1214年） - ライン宮中伯（1212年 - 1214年）
- イルメンガルト（1200年頃 - 1260年） - バーデン辺境伯ヘルマン5世（ツェーリンゲン家）と結婚し、その間にヘルマン6世とルドルフ1世らを儲けた（ヘルマン6世の子がバーデン＝バーデン辺境伯兼オーストリア公フリードリヒ1世である）。
- アグネス（1201年 - 1267年） - 1222年にバイエルン公兼ライン宮中伯オットー2世と結婚。

1209年頃にアグネス・フォン・ランツベルク（ヴェッティン家の下ラウジッツ辺境伯コンラート2世の娘）と結婚した。